# Thụy Hưng
Thụy Hưng là một xã thuộc huyện Thái Thụy, tỉnh Thái Bình, Việt Nam.

### Vị trí
Địa giới hành chính xã Thụy Hưng phía Đông giáp với các xã Thụy Việt, Dương Phúc phía Nam giáp xã Dương Phúc, giáp với xã Thụy Dân, Thụy Ninh ở phía Tây, giáp với xã Cộng Hiền của huyện Vĩnh Bảo của Hải Phòng ở phía Bắc.

## Hành chính
Xã Thụy Hưng có hiện nay có 5 làng (thôn) là: Tam Lộng, Cao Dương Hạ (Cau Ổi), Cao Dương Thượng, Thu Cúc và Xá Thị

## Đặc điểm xã
Xã Thụy Hưng có con sông Sinh là một nhánh của sông Hoá chảy qua. Cầu Tam Lộng nối hai làng Cao Dương Hạ và làng Tam Lộng. Phía Bắc là con sông Hóa là ranh giới giữa tỉnh Thái Bình(Thụy Hưng) và thành phố Hải Phòng(Cộng Hiền)
Thụy Hưng là xã thuần nông, chủ yếu là trồng lúa nước kết hợp với sản xuất vụ đông và chăn nuôi.